# Gefürstete Grafschaft Störnstein
Die Gefürstete Grafschaft Störnstein (frühere Schreibform Sternstein) war eine reichsunmittelbare und seit 1641 Gefürstete Grafschaft des Heiligen Römischen Reiches um Störnstein und Neustadt an der Waldnaab in der heutigen Oberpfalz.

## Geschichte
Die namensgebende Burg Sternstein ist als Ruine am Rande von Störnstein erhalten. Seit dem 12. Jahrhundert liegen urkundlich gesicherte Nachrichten zu dieser Burg vor, die im Nordgau (Bayern), nördlich von Weiden in der Oberpfalz in dem sich bildenden Bistum Regensburg an einer alten Handelsstraße nach Böhmen lag. In dieser Zeit war sie Herrschaftssitz der Reichsritter Stöhr (auch Stör, Stier, von Stöhren), einer Zweiglinie der Herren von Murach, welche um die Burg, bei der eine Ansiedlung erbuntertäniger und robotpflichtiger Bewohner bestand, eine Grundherrschaft aufbauten.
Von den Stöhr gelangten Burg und Herrschaft Störnstein an das Adelsgeschlecht der Pflugk von Rabstein und nach diesen waren die Edelfreien von Heydeck (Heideck) Inhaber der Herrschaft Neustadt an der Waldnaab-Störnstein, die seit 1355 als Kronlehen dem Königreich Böhmen angegliedert und damit reichsunmittelbar war. Wegen ihrer Beteiligung am Schmalkaldischen Bund wurden die Heideck enteignet. Die Guttenstein-Vrtba folgten als Inhaber des Lehens und der dazugehörigen Einkünfte.
Ladislav Popel von Lobkowitz, Appellationspräsident und oberster Hofmarschall des Königreichs Böhmen, erhielt vom Kaiser (bzw. von der Krone von Böhmen) die Herrschaft 1558 als Pfand, 1562 als Lehen und 1575 schließlich als Erblehen. Im Jahre 1641 wurde Sternstein mit Neustadt an der Waldnaab, Waldau, Waldthurn, Schönsee und einer Reihe von Dörfern zu einer gefürsteten Reichsgrafschaft im erblichen Besitz des in den Fürstenstand erhobenen Hauses der Lobkowitz; angeschlossen war zudem das böhmische Allodialgut Waldheim. Die Grafschaft wurde Teil des Bayerischen Reichskreises. Seit dem Jahr 1653 hatten die Lobkowitz Sitz und Stimme im Reichsfürstenrat und seit 1742 auch im bayerischen Reichsrat. Im Jahre 1806 wurde die gefürstete Reichsgrafschaft Störnstein mediatisiert und 1807 mit dem Verwaltungssitz Neustadt an der Waldnaab an das Königreich Bayern verkauft.

## Gebiet
Das ehemalige Herrschaftsgebiet wird wie folgt umschrieben:
"Hauptort dieses Herrschaftsgebietes war die Stadt Neustadt Waldnaab mit einem wohl erbauten schloß, das zu Ende des 17. Jahrhunderts in die auf drei Flügel berechnete Residenz umgebaut wurde. Dazu gehörten neben der Stadt Neustadt Waldnaab, die samt Vorstätten einschließlich der Freihung samt 6 Judenhäusern insgesamt 128 Herdstetten aufwies, Dörfer, Mühlen, Meierhöfe und Einzelgüter, die insgesamt in vier Vierteln eingeteilt waren, nämlich:
- Störnstein, Roschau, Görnitz, Rastenhof, Wiedenhof und Aich (1. Viertel)
- Harlesberg, Sauerlohe, Altenstadt (2. Viertel)
- Denkenreuth, Püchersreuth, Mühlberg, Scherreuth, Ernsthof, Windischeschenbach, Steinreuth, Pfaffenreuth (3. Viertel)
- Mitteldorf, Botzersreuth, Rotzendorf, Ilsenbach, Oberndorf, Lanz, Wurz, Schnepfenreuth, Kronmühle, Dürmaul (4. Viertel)"

## Fürsten
| Zeitraum  | Name                     | geboren | gestorben |
| --------- | ------------------------ | ------- | --------- |
| 1641–1677 | Wenzel Eusebius          | 1609    | 1677      |
| 1677–1715 | Ferdinand August         | 1655    | 1715      |
| 1715–1734 | Philipp Hyazint          | 1680    | 1734      |
| 1734–1739 | Wenzel Ferdinand Karl    | 1723    | 1739      |
| 1734–1784 | Ferdinand Philipp Joseph | 1724    | 1784      |
| 1784–1806 | Franz Joseph Maximilian  | 1772    | 1816      |

## Galerie

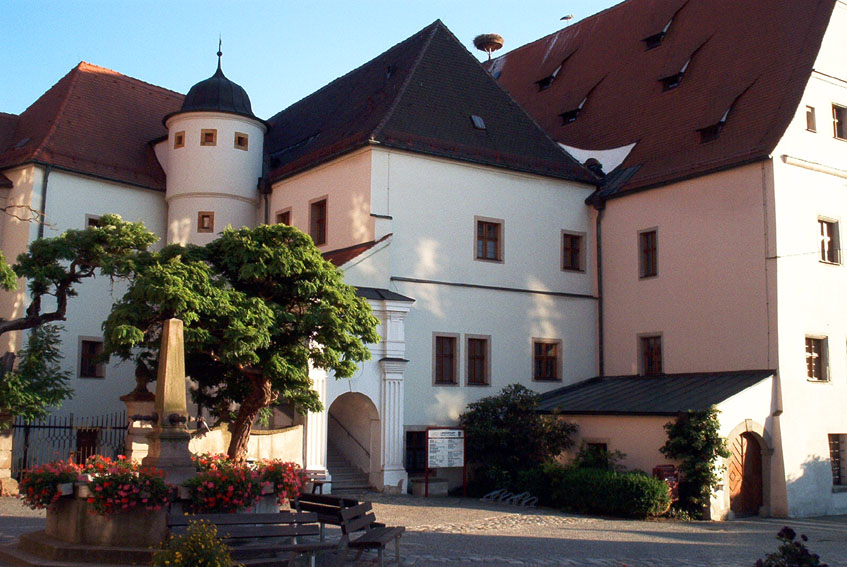
Altes Schloss in Neustadt an der Waldnaab
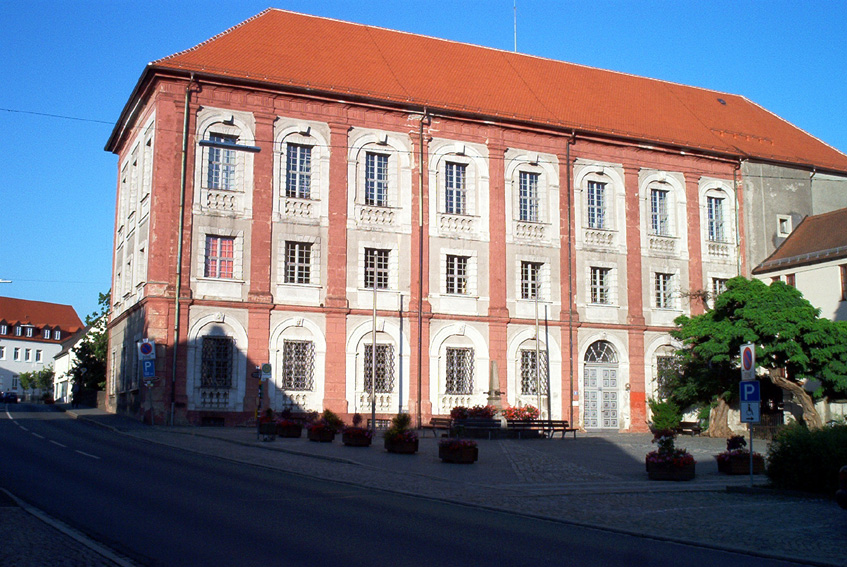
Neues Schloss in Neustadt
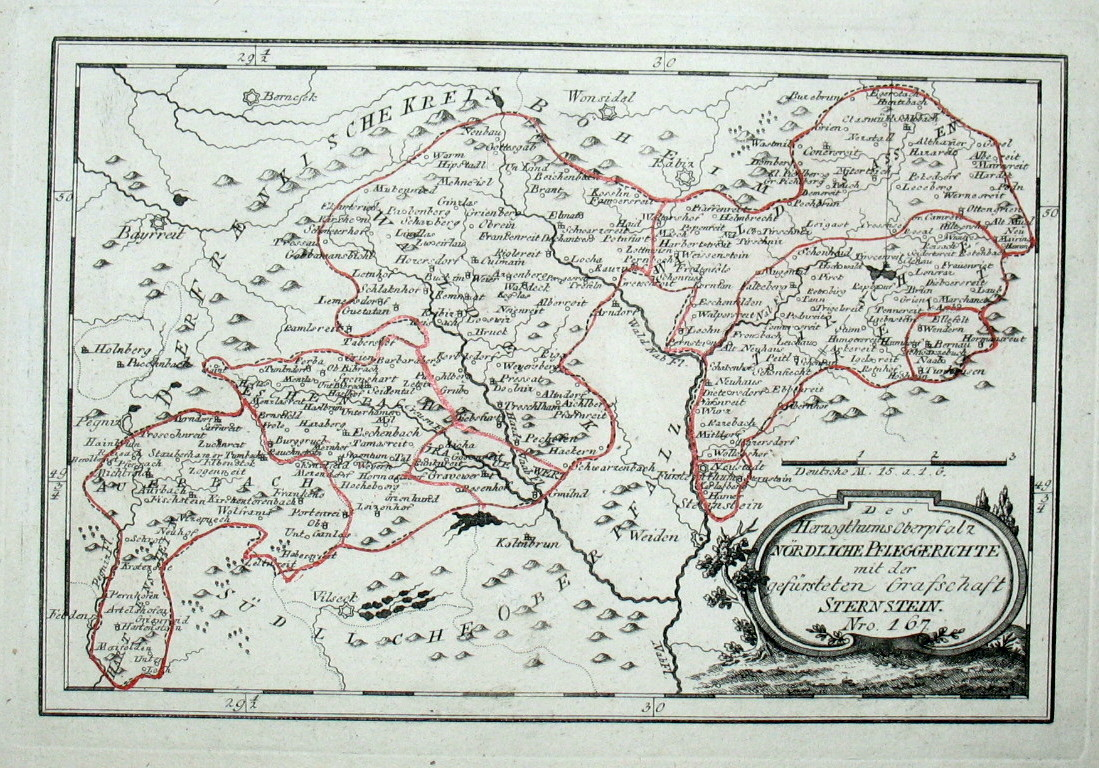
Franz Johann Joseph von Reilly: Des Herzogthums Oberpfalz Nördliche Pfleggerichte mit der gefürsteten Grafschaft Sternstein (1792).